# ديفيد إم. يونغ جونيور
ديفيد إم. يونغ جونيور (بالإنجليزية: David M. Young, Jr.)‏ هو رياضياتي أمريكي، ولد في 20 أكتوبر 1923 في كوينسي في الولايات المتحدة، وتوفي في 21 ديسمبر 2008 في أوستن في الولايات المتحدة.